# L'Ernesto
L'Ernesto est un périodique créé en 1993 par le Parti de la refondation communiste (Partito della Rifondazione Comunista, PRC), parti communiste italien également fondé en 1991. Le périodique sera publié jusqu'en 2011. Il sera mensuel au début de sa publication puis deviendra bimestriel. Il suit un courant thématique du PRC, autour de l'activité et des ambitions de la politique internationale de l'Organisation de coopération de Shanghai et de ses relations avec l'État italien, en opérant par l'unification de toutes les forces communistes.